# Скукамчак 4
Скукамчак 4 (англ. Skookumchuck 4) — індіанська резервація в Канаді, у провінції Британська Колумбія, у межах регіонального округу Фрейзер-Велі.

## Населення
За даними перепису 2016 року, індіанська резервація нараховувала 85 осіб, показавши скорочення на 9,6%, порівняно з 2011-м роком. Середня густина населення становила 39,3 осіб/км².
З офіційних мов обидвома одночасно володіли 5 жителів, тільки англійською — 85. Усього 35 осіб вважали рідною мовою не одну з офіційних, з них усі — одну з корінних мов.
Працездатне населення становило 50% усього населення, рівень безробіття — 33,3%.

## Клімат
Середня річна температура становить 7,7°C, середня максимальна – 20,4°C, а середня мінімальна – -8,1°C. Середня річна кількість опадів – 1 567 мм.
| Клімат поселення                              | Клімат поселення | Клімат поселення | Клімат поселення | Клімат поселення | Клімат поселення | Клімат поселення | Клімат поселення | Клімат поселення | Клімат поселення | Клімат поселення | Клімат поселення | Клімат поселення | Клімат поселення |
| Показник                                      | Січ.             | Лют.             | Бер.             | Квіт.            | Трав.            | Черв.            | Лип.             | Серп.            | Вер.             | Жовт.            | Лист.            | Груд.            |                  |
| Середній максимум, °C                         | 4,26             | 7,11             | 9,77             | 13,24            | 17,17            | 20,43            | 19,47            | 19,95            | 15,90            | 10,52            | 4,82             | 2,09             |                  |
| Середня температура, °C                       | −1,95            | 0,90             | 3,56             | 7,04             | 10,96            | 14,22            | 16,99            | 17,44            | 13,42            | 8,03             | 2,32             | −0,4             |                  |
| Середній мінімум, °C                          | −8,14            | −5,3             | −2,64            | 0,83             | 4,77             | 8,03             | 14,48            | 14,96            | 10,93            | 5,53             | −0,15            | −2,89            |                  |
| Норма опадів, мм                              | 227              | 144              | 133              | 100              | 83               | 66               | 51               | 51               | 72               | 178              | 253              | 209              |                  |
| Середньомісячна швидкість вітру, м/с          | 1.87             | 1.91             | 2.20             | 2.31             | 2.21             | 2.21             | 2.11             | 1.91             | 1.64             | 1.72             | 1.90             | 1.80             |                  |
| Середньомісячна сонячна радіація, кДж/м²·день | 3128             | 6169             | 10161            | 15178            | 18814            | 20399            | 21574            | 18441            | 13015            | 7108             | 3443             | 2439             |                  |
| --------------------------------------------- | ---------------- | ---------------- | ---------------- | ---------------- | ---------------- | ---------------- | ---------------- | ---------------- | ---------------- | ---------------- | ---------------- | ---------------- | ---------------- |
| Джерело:                                      |                  |                  |                  |                  |                  |                  |                  |                  |                  |                  |                  |                  |                  |